# Turkmenabat nemzetközi repülőtér
A Turkmenabat nemzetközi repülőtér (IATA: CRZ, ICAO: UTAV) Türkmenisztán egyik nemzetközi repülőtere, amely Türkmenabat közelében található. 

## Futópályák
A repülőtér futópályái:
- 15/33 (2750 m, beton)
- 15/33 (2000 m, füves puszta)

## Forgalom
Az utasforgalom az elmúlt években az alábbi módon változott:

## Légitársaságok és úticélok
2023-ban a Turkmenabat nemzetközi repülőtérről az alábbi járatok indulnak:

### Személy
| Légitársaság          | Célállomások           |
| --------------------- | ---------------------- |
| Turkmenistan Airlines | Ashgabat, Turkmenbashi |

### Cargo
| Légitársaság | Célállomások      |
| ------------ | ----------------- |
| MNG Airlines | Ankara, Isztambul |